# Shanhaijing
Das Shānhǎijīng (chinesisch 山海經 / 山海经, Pinyin Shānhǎi Jīng, W.-G. Shan1-hai3 ching1, Jyutping Saan1hoi2 Ging1), übersetzt mit „Klassiker der Berge und Meere“, ist ein Werk der chinesischen Literatur.

## Geschichte
Es ist das älteste überlieferte Werk der chinesischen Mythologie. Es handelt von den mythologischen Erzählungen des Altertums, mythischer Geographie, mythischer Flora und Fauna, Volkslegenden und ähnlichen Themen.
Im Altertum wurde das Werk Yu dem Großen, dem mythischen Begründer der Xia-Dynastie, zugeschrieben. Seine Entstehungszeit wird von den Anfängen der Zeit der streitenden Reiche bis zur Han-Dynastie geschätzt und es basiert wahrscheinlich auf älteren mündlichen Traditionen. Die heutige Version stammt aus der westlichen Han-Dynastie und das Werk ist wahrscheinlich nicht mehr vollständig überliefert.
Das Shanhaijing enthält 18 Kapitel, die aus insgesamt 31.000 Zeichen bestehen.
Die Kapitel werden in das Buch der Berge (Shanjing, 山經; Kapitel 1 bis 5), das Buch der äußeren Meere (Haiwaijing, 海外經; Kapitel 6 bis 9), das Buch der inneren Meere (Haineijing, 海内經; Kapitel 10 bis 13), das Buch der großen Wildnis (Dahuangjing, 大荒經; Kapitel 14 bis 17) und ein zweites Haineijing (海内經; Kapitel 18), das die vorhergehenden Bücher zusammenfasst, eingeteilt.

## Inhalt
Das Shanhaijing beschreibt ca. 100 mythische Länder und ihre Geographie und Flora und Fauna, 550 mythische Berge sowie Gewässer und Ähnliches.
Seine berühmtesten Geschichten handeln von Huang Di, Nü Gua, Xiwangmu, dem Ungeheuer Gonggong, dem Bogenschützen Yi, dem Gott Tian Di und Yu dem Großen. Sein erster Kommentar stammt von Liu Xiang.
| Kapitel | Langzeichen | Kurzzeichen | Pinyin           | Übersetzung                                        |
| ------- | ----------- | ----------- | ---------------- | -------------------------------------------------- |
| 1       | 南山經      | 南山经      | Nánshānjīng      | Klassiker der Berge: Süden                         |
| 2       | 西山經      | 西山经      | Xīshānjīng       | Klassiker der Berge: Westen                        |
| 3       | 北山經      | 北山经      | Běishānjīng      | Klassiker der Berge: Norden                        |
| 4       | 東山經      | 东山经      | Dōngshānjīng     | Klassiker der Berge: Osten                         |
| 5       | 中山經      | 中山经      | Zhōngshānjīng    | Klassiker der Berge: Mitte                         |
| 6       | 海外南經    | 海外南经    | Hǎiwài Nanjing   | Klassiker der Regionen jenseits der Meere: Süden   |
| 7       | 海外西經    | 海外西经    | Hǎiwài Xījīng    | Klassiker der Regionen jenseits der Meere: Westen  |
| 8       | 海外北經    | 海外北经    | Hǎiwài Běijīng   | Klassiker der Regionen jenseits der Meere: Norden  |
| 9       | 海外東經    | 海外东经    | Hǎiwài Dōngjīng  | Klassiker der Regionen jenseits der Meere: Osten   |
| 10      | 海内南經    | 海内南经    | Hǎinèi Nanjīng   | Klassiker der Regionen innerhalb der Meere: Süden  |
| 11      | 海内西經    | 海内西经    | Hǎinèi Xījīng    | Klassiker der Regionen innerhalb der Meere: Westen |
| 12      | 海内北經    | 海内北经    | Hǎinèi Běijīng   | Klassiker der Regionen innerhalb der Meere: Norden |
| 13      | 海内東經    | 海内东经    | Hǎinèi Dōngjīng  | Klassiker der Regionen innerhalb der Meere: Osten  |
| 14      | 大荒東經    | 大荒东经    | Dàhuāng Dongjīng | Klassiker der Großen Wildnis: Osten                |
| 15      | 大荒南經    | 大荒南经    | Dàhuāng Nánjīng  | Klassiker der Großen Wildnis: Süden                |
| 16      | 大荒西經    | 大荒西经    | Dàhuāng Xījīng   | Klassiker der Großen Wildnis: Westen               |
| 17      | 大荒北經    | 大荒北经    | Dàhuāng Běijīng  | Klassiker der Großen Wildnis: Norden               |
| 18      | 海內經      | 海内经      | Hǎinèijīng       | Klassiker der Regionen innerhalb der Meere         |